# 有組織犯罪
- 關於文化大革命時期對被打倒對象的稱謂，請見「黑幫 (文革)」。
- 關於2005年的一部香港電影，請見「黑社會 (電影)」。
- 關於簡稱《黑澀會》的台灣綜藝節目，請見「我愛黑澀會」。

有組織犯罪（英語：Organized crime）是一種以集團化、階層組織化的方式，集合犯罪份子，進行分工的非法犯罪。這類型的犯罪，收入來源一般涉及暴力、詐騙、色情、聚賭和毒品等行為或交易，有時也會旁及傳統謀生方法，但依然包括了綁票、恐嚇等，通常涉及大量的金錢及利潤。其犯罪行為可能只限於區域，也可能發展為跨國性的活動。如恐怖組織這類型的組織犯罪，可能具備政治動機。在組織犯罪之下，可能會以雇用或是強迫方式，讓一般人參與在犯罪活動中，或是以保護費等名義，要求小店舖或是企業捐獻金錢來協助他們犯罪。參與組織犯罪的罪犯，通常會接受一定程度的訓練，接受其上級命令來進行犯罪，與一般罪犯不同。這種犯罪組織（criminal organization，又稱有組織犯罪集團），常被稱為幫派（gang）、黑帮（mob）、犯罪家族（crime family）、黑手党（mafia）、犯罪集团（crime syndicate）、犯罪团伙（crime ring）；由犯罪組織形成的非正式社會網絡，常被稱為黑社會、地下社會（underworld）、黑暗聯盟或黑暗組織。中是自外於規範社會的組織，卻存在著內部獨有的社會規範，組織上通過秘密結社凝聚力量以為基本組成，以傳統人際關係和結誼為中堅，以社團利益相關者為核心的組織，這些組織集團更可以構建龐大的地下社會與政治力量。一些觀點認為，犯罪和黑社會存在於世界上所有的社會當中，所有的社會都有自己的黑道團體存在。
行政當局對這些商業行為大多視為非法，不過通常可以透過走法律漏洞的形式生存下去。黑社會各社團之間也經常為利益而展開暴力衝突，影響社會安寧。由於有組織犯罪生存於規範社會之外，卻以規範社會為利基，這種影子政府的存於使各地政府均致力打擊以避免失去威信。有些有組織犯罪勢力已經超過規範社會的政府，如果前者較有效率，後者會逐漸成為擺設。同時政府又會以種種方法與有組織犯罪合作，兩者形成一個完整的社會。
其它组织，包括国家、军队、警察和公司——可能会使用有组织犯罪的方式来经营，但是他们的权利与前者正规的社会体制不同。一种倾向是将有组织犯罪与其它形式的犯罪分别开来，如白领犯罪、金融犯罪、政治犯罪、战争罪和叛国罪。这些分析目前还不清楚，在学术上依然存在争论。例如，在失敗国家中，由于暴力冲突或极度贫困，政府无法提供基本功能，如教育、安全、统御，黑社会、统御和战争此起彼伏。词汇寡头政治(Oligarchy)常被指代民主国家的政治、社会、经济体制被少数家族和经济寡头所控制。
在近代國家中，有組織利用手機及電腦等作文宣，利用不同平台作出虛假及失實評論及煽惑他人有組織犯罪，這些都被視為是重大犯罪，有特別法律來加以規範。美國在1970年通過《有组织犯罪控制法》，中華民國在1996年通過《組織犯罪防制條例》等；各國為控制組織犯罪，也常成立專門組織，針對這類型犯罪進行查辦，如香港的有組織罪案及三合會調查科。較著名的犯罪組織，包括美國黑手黨、日本山口組、欧洲粉红豹、香港三合會、中國天安社與青幫、台灣竹聯幫等。

## 定義
組織犯罪，指成員超過三人以上，形成內部的階層管理結構，以組織化的方式從事犯罪活動。這種組織長期活動，不是因為某個單一事件而短暫集合形成，通常以暴力方式脅迫他人，以達成其目的。傳統的組織犯罪，通常涉及暴力、色情和毒品等犯罪行為，現代則發展出企業及金融犯罪，也常以賄賂或是參與選舉等方式，進入政治領域。还有一些组织打着“教育培训”的理由实施组织犯罪，比如“豫章书院修身教育专修学校”。

## 原因
对非法物资和服务的需求是这類组织存在的温床，如果不加制止，黑社会腐蚀公共道德、通过腐败、渗透来破坏合法经济。该理论命题可以由四因素组成：政府、社会、非法市场和有组织犯罪。四因素中的各方关系都相对明了，而最终目的是解释黑社会的势力和程度。

## 形式

### 组织

#### 赞助人—客户网络
赞助人—客户网络是指他们之间的浮动关系。黑社会可以小到为全局网络中的一个小组织，也可以大到与重要价值成员、社会经济成员或传统发生关系。这些网络常常由以下来组成：
- 基于家族、社会或文化传统所产生的“自然”层级；
- “团结紧密”的活动/雇佣渠道；
- 兄弟式或裙带式的价值系统；
- 私人活动；包括世仇、领地争斗、收编和训练家族成员等；
- 根深蒂固的信仰与传统（包括宗教、家族价值、文化期望、层级政治、性别、性取向等）；
- 根据组织结构、社会礼仪、犯罪历史、群体决策思维所指定的交通联络和执法体系。[8][9][10][11][12]

#### 官僚/公司运作
官僚/公司运作模式的黑社会是以它内部结构的严格程度来划分的。通过观察运作模式、继承、维持和回避报复，它们可以分为：
- 一种复杂的权力组织；
- 组织层级内部复杂的协作分工；
- 精英领导（与文化和社会特征相反）；
- 以非人性化的方式来将责任付诸实施；
- 复杂的书面条例/管理（与文化管理中的口头传达相反）；以及
- “自上而下”的交流和监督机制。

然而，这种运作模式有相应的弊端：
- “自上而下”的交流容易被窃听，层级越多就越容易出现漏洞；
- 持有书面记录会危害组织安全，导致安保级别提升；
- 对基层的入侵会危及整个组织（纸牌屋现象）；
- 以及人员的死亡、受伤、监禁或内讧会危及组织的运行。

官僚运作形式着重商业流程，强调权力层级，这些是基于对权力关系的强化而非注重贸易保护主义、维持或成长。

#### 青年/街头帮派

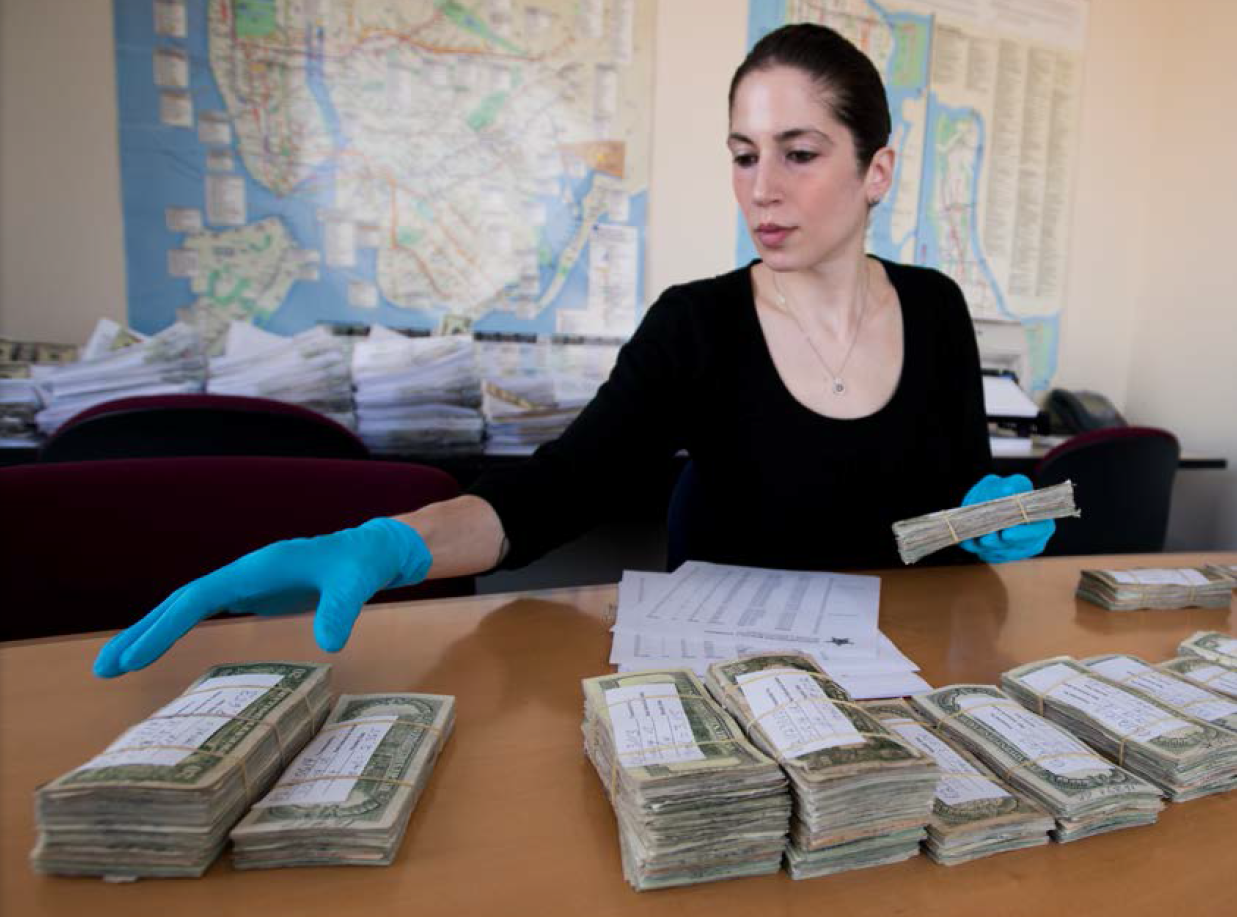
南美洲查獲的黑錢

独特的帮派文化支撑着许多黑社会组织；这种文化可能产生于青年、家族或同伙犯罪时所经历的人员收编、社会习得等环节，或是主犯的强迫行径所致。词汇“街头帮派”（street gang）与“少年帮派”（youth gang）常常可以互换使用，代指邻里街头的青少年团体已经符合“帮派”的标准。
米勒(Miller, 1992)将街头帮派定义为“同龄人自发形成的，以彼此利益为纽带，有可识别的领袖和内部组织，共同或单独实施一定的目标，包括非法活动、控制特定领域、场所或企业。”
“过渡区”是指有流动人口的衰败居民区—— 充满不同群体、斗殴、“圈地”，以及盗窃分子们的团结与凝聚力。
科恩(Cohen,1955): 工人阶级的青少年加入帮派是因为在通往中产阶级的道路上受到阻碍和挫折；克罗尔德和奥林(Cloward and Ohlin,1960):机会受到限制，在机会上的不平等分配导致各种帮派的兴起（有的着重于抢劫和盗窃，有的则着重于斗殴，有的退却者着重于吸毒）；
斯珀格尔(Spergel,1966)是第一位使用“以证据为基础”，而不是凭直觉观察帮派生活和文化的犯罪学家。和他一样，克莱因(Klein,1971)研究了社会工作者对帮派干预的效果，发现更多的干预却适得其反，导致帮派活动更加频繁、成员更加团结。
唐斯和罗克(Downes and Rock,1988)使用了帕克分析：应用紧张理论、标签理论(从警方和法庭的经验得出)，控制论（童年早期的问题，以及代价高于回报）以及冲突理论。没有哪一个种族在帮派问题上比另一个种族更有倾向性，而当群体被边缘化、孤立、弃绝时，他们更容易被帮派所吸引，这可以算作是社会排斥的结果，特别是在人员收纳和扣留问题上。这可以通过年龄(特别是青少年)或同龄人影响，以及累犯记录来界定。这些群体也可以生成他们的符号标志（包括颜色、符号、饰品、旗帜或纹身）或公共形象，使得他们被主流社会注意到。
研究问题集中在这类帮派是否有正式结构、清晰的层级或领袖，并与成年组对比，看他们是否在目标追求上存在理性，以及结构、层级、角色的冲突等。有的对街头帮派的研究观察到了贩毒——发现他们的结构域行为有一定程度的组织理性。成员视自己为有组织犯罪分子；帮派是正式的黑社会，有稳定的组织结构，明确的角色和规章，对成员的行为进行指导，以及明晰固定的收入（如毒品）。
帕迪利亚(Padilla,1992)对上述两者表示同意。然而，有的研究发现这些结论十分松散、没有明确的定义、缺乏观察，有的在内聚力上不足、目标离散、缺乏组织。共享标准、价值、忠诚度都低、组织呈“混乱”形式，很少有分工或清晰的职能。同样地，使用暴力与成人组背后的保护性组织、政治关系、贩毒相冲突。在许多案例中，帮派成员从青年帮派升级成为高度发展的指挥组，有的则与财团或显示出很强的效法倾向。帮派和传统黑社会不能全部联系起来，然而，在成年组和青少年组的联系上有明显的互惠关系。就组织结构而言，没有一组可以成为原型，而在许多案例中却存在清晰的纵向整合（犯罪组织试图去控制供需关系），例如武装、卖淫、贩毒等。

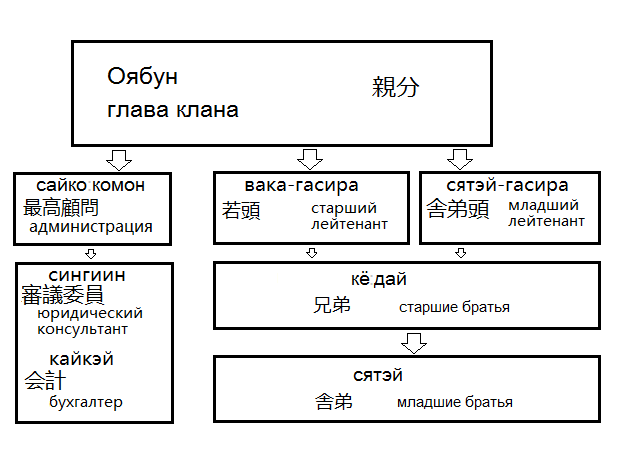
日本黑幫常用組織架構

### 个体差异

#### 企业模式
企业模式探究个体犯罪、或小群有组织犯罪，利用了当代有组织犯罪更加浮动的'群体关联'分析方式。这种模式遵循了社会习得理论或差异联系，即在犯罪分子之间有清晰的联系和互动，信息被共享，价值观被教化；然而，另一种说法辩称理性选择在此不存在。选择某种行为，或与其它黑社会发生关联可以被视为一种企业决策——为犯罪企业做出持续的贡献，将这种保护和个人获利最大化。在这种情况下，风险是很容易理解的，然而这背后的动机是否可以被视为真正的创业仍在争论当中，或着说是作为社会损失的一种负创业结果。
类似个人会考虑快乐与痛苦，权衡司法、社会、经济风险来决定潜在收益、损失，黑社会在某些犯罪活动是也同样考虑。这种决策过程来自成员的群体决策，动机以及活动的环境。投机主义也是一个关键因素——有组织犯罪或群体常常从组他们的组织、犯罪行为、或在公共场合(人员收编、声誉等)下的功能，以便行动更加有效、并将收益和保护最大化。

### 多种形式
文化和种族划分的环境为犯罪分子提供了迅速而安全的信任、交通土壤。这可能最终为一些群体提供了有利的竞争力，然而以此来划分黑社会是不精确的。这种划分包括西西里黑手党、牙买加民兵、哥伦比亚毒贩、尼日利亚有组织罪犯、科西嘉黑手党、日本極道、韩国犯罪团体和中国三合會。从这个视角出发，黑社会不是个现代社会才出现的现象——十七和十八世纪的犯罪帮派完全符合当代社会定义黑社会的标准（与外星人阴谋论相反）。这些浪荡在中欧村落边缘地带的帮派从事着与今天有组织犯罪同样的非法活动，只有洗钱除外。
当法国大革命建立起强大的国家政府时，犯罪帮派才转移到了控制相对薄弱的地区，如巴尔干和南意大利，而在西西里黑手党所种下的恶种，成为了新世界有组织犯罪的关键。
| 形式      | 环境             | 群体         | 流程                | 影响                                   |
| --------- | ---------------- | ------------ | ------------------- | -------------------------------------- |
| 国家      | 基于历史或文化   | 家族或层级   | 隐蔽/与叛乱分子有关 | 區域腐败/导致社区恐慌                  |
| 跨国      | 政治或经济不稳定 | 纵向整合     | 司法保护伞          | 持续提供违禁品。高度腐败。             |
| 跨国/交易 | 任意             | 灵活、群体小 | 暴力、投机、风险    | 货物提供不稳定，剥削当地青少年犯。     |
| 企业/交易 | 发达/高科技区域  | 个人或团伙   | 通过合法企业运行    | 提供非法服务，如洗钱、诈骗、犯罪网络。 |

## 典型活动
黑社会常常危害企业，利用勒索、盗窃、欺诈等手段，包括劫持货车、抢劫货物、伪造破产、保险欺诈、股票欺诈(内部交易)。黑社会也危害个人，如盗窃车辆、盗窃艺术品、抢银行、扒窃、盗窃珠宝、黑客、信用卡欺诈、经济劫持、挪用公款、身份盗用、安全欺诈。有的黑社会欺诈国家、州县政府，如在公共项目上操纵竞标、制造假币、走私菸酒、帮助非法移民。
黑社会积极寻求腐蚀公职人员，如执法、司法、行政人员，以便遮掩自己的行为，至少得到提前走漏的消息，回避调查。
黑社会提供一系列非法服务和商品，如放高利贷，谋杀、勒索、爆炸、外围下注、非法聚赌、骗局、盗版、侵犯知识版权、绑架、卖淫、走私、贩毒、走私军火原油文物、贩卖器官、提供杀手、蓄意破坏、伪造文件、洗钱、放水、限价、非法排泄有毒物质、原子能非法交易、护照欺诈、提供非法移民或廉价劳动力、人口贩子、贩卖珍稀物种等。黑社会也参与一系列商务劳务的敲诈勒索活动，如赌场高额定价、内部交易、行业垄断，如垃圾回收、建筑、招投标、腐败、恃强凌弱。

### 暴力

#### 袭击
使用暴力是犯罪组织达到其目的的‘工具’(例如，胁迫、勒令、高压、恐怖、叛乱)，或社会心理因素(文化冲突、侵略性、叛乱、获取非法物质、反文化因素)，由犯罪个人或群体进行理性选择。袭击是一种强制性手段，用来胁迫欠债人、竞争或拉人入伙、抢劫、与其它侵犯财产犯罪有关，是一种反文化反权威的表现；使用暴力在黑社会是标准化的(与主流社会正好相反)。同时，暴力强度是依照组织所参与的犯罪活动所定的(以及他们的组织结构和文化背景)，侵略性的行为从低等级的物理袭击到谋杀。在犯罪组织内的肢体伤害必须理解为对社会、文化冲突的显示等级，而非公共社会的安保动机、或其它社会心理因素。

#### 谋杀
从日本极道或西西里黑手党的荣誉、复仇击杀，谋杀已经多有进化，更加看重谋杀的物理或形式重要性，以及目的和影响，以区别简单的声张权势、巩固犯罪权威，或是报复、消灭竞争对手等不同效果。职业杀手在整个黑社会历史上都持续存在，这可以源自职业杀手的效率或便利，或是讓自己与谋杀现场保持距离(使得定罪变得更加困难)。这包括谋杀知名人物(公共、私人、或犯罪分子)，也与权势、报复、竞争有相互关联。报复性谋杀、武装抢劫、爭奪地盤的暴力衝突、袭击公众人物都必须加以考虑，区分黑社会和他们冲突需求。

### 经济犯罪
通过贩毒、走私军火、经济犯罪，黑社会获得了巨额利润。然而，除非把这些财产伪装、并成功转入合法企业，那么它将一无所用。将‘脏’钱转化为‘干净’的钱会导致腐败。黑社会需要将钱的非法来源隐蔽起来。通过‘洗钱’来掩盖财物的痕迹、犯罪过程，将其转化为可以使用的财产。洗钱危害国际国内贸易、银行信誉、政府效率、司法公正。洗钱的精确数目几乎无法计算，跨国政府建立了打擊清洗黑錢財務行動特別組織[反洗钱金融行动特别工作组](Financial Action Task Force on Money Laundering, FATF)来与洗钱做斗争，称“几乎无法估算出可靠的财务数量，因此FATF干脆不公布任何数据。”然而，美国估算在二十世纪90年代，每年洗钱的数目约为2-6千亿美元(US Congress Office 1995; Robinson 1996)，在2002年约为每年5千亿到1万亿美元(UN 2002)。这使得黑社会成为继外贸和原油交易后第三大世界贸易 (Robinson 1996)。洗钱的大量增长源于：
- 黑社会的尺度之大使之无法成为简单的钞票生意——除了将钱放入合法组织内，黑社会别无选择，即发展合法企业、购买资产；
- 通讯和商务的全球化——技术进步使得跨国界转账变得轻而易举，组织也会购买技术以逃避检查；以及，
- 在全球市场中缺乏有效的金融监管。

洗钱分三步骤：
- 布局：黑社会在各个时段拆分洗钱，以避免被怀疑；物理地将钱财转入合法系统内；可能与银行串通，将合法和非法账户放在一起，将钱财转移到安全地区。
- 分层：也叫‘厚肥皂’，制造假冒的书面记录，将现金转化为现金购买。
- 集成：也叫‘甩干’，将财务转化为可征税的收入，如购置田产、贷款、与国外银行串通、或制造虚假的进出口交易。

洗钱途径：
- 货币转发、黑市购买商品、赌钱、将现金来源复杂化。
- 地下银行，与全世界的秘密‘银行’有来往。
- 通常与合法的银行或专业有来往，也有以正當的商店交易作掩飾。

与此相关的政策旨在使得金融市场变得更加透明，将犯罪现金的流通最小化，降低合法市场的损失。

#### 邮汇服务
除了日常银行交易以外，在西方世界以外的地区，‘邮汇服务’(remittance service)等形式已经存在了上百年。这项活动源自东南亚和印度，该系统的使用者将款项通过代理人转入在另一国家的接收人，想别国亲戚或朋友支付款项，而不是依靠传统的银行系统。款项可以迅速、廉价、安全地从一个地点转移到另一地点，无需建立银行网络、或是使用任何现代电讯服务。由于该系统在常规银行业之外，它又被称之为‘另类汇款’、‘地下’或‘平行银行'系统。它们在许多国家里总是合法的、虽然最近才考虑到会有绕行国际金融反洗钱和反恐控制服务系统。风险特别地出现在记录的不规则性，以及所在国家有法不遵等。‘邮汇服务'只是一系列用于形容转账行为的词汇之一，包括把现金从一个国家转移到另一个国家。该词指价值以‘非正规’渠道，以区别传统银行。在现代银行业兴起之前，汇款系统就已经在中国、东南亚、中东兴起，即需要将价值转移、而不物理地移动现款自身。最基本地，邮汇服务包括一个寄送人、收受人、两个中介。汇款人希望将款项递送到收受人手中，目标国家通常是汇款人曾经居住的地区。

#### 造假
2007年，OECD报道黑社会伪造品包括食物、药品、杀虫剂、电器、香烟、甚至是居家清洁用品，还有日常电影、音乐、文学、软件、时尚等。在贩卖假冒伪劣商品时出现了如下质量变化：
- 大量假冒伪劣商品的出现危害健康与安全；
- 更多的产品不再是奢侈品，而是居家日用品；
- 技术类产品加增；以及，
- 生产尺度已经呈工业产业化。[56]

#### 偷税漏税
有组织犯罪的经济概念可以从理论和经验两方面出发来分析。国家政府、失业率、居民平均收入、对政府的满意程度以及其它经济指标都会成为黑社会逃税漏税的机会。在衰弱的国家内，许多黑社会都渗透了合法和非法市场，经济因素必须做出调整，以优化税收，防止逃税漏税。和其它犯罪一样，技术进步使得逃税漏税更加容易、便捷，并使之全球化。黑社会做假账、运用非法的离岸银行账户、使用避税区或免税规避手段，并进行走私活动，影响了正常税收，破坏了维持经济的可持续发展、法制安全等。

### 网络犯罪

#### 诈骗
身份盗窃是一种欺诈行为，或盗用他人身份以获取信用卡资源等其它好处。受害者会因欺诈人假冒身份的犯罪行为备受打击，而遭受欺诈的组织和个人也会成为受害者。
网络欺诈是指使用互联网来对受害人进行欺诈性的教唆、交易等。就有组织犯罪而言，这些行为可能伴随其它活动发生、或成为组织的首要目标。电子邮件欺诈、尼日利亚骗徒、婚恋欺诈、求职诈骗、以及其它钓鱼式攻击都是最常见最广泛使用的身份盗窃，由于社交网络的到来，账号盗窃等其它行为已经司空见惯。

#### 盗版
盗版是指在没有合法授权的情况下盗用它人的独家版权，进行非法复制、制造衍生品。虽然这是公认的与民事訴訟法有关的行为，但有组织犯罪在该领域的影响的动机依然在争议当中。与贸易有关的知识产权协定第61条要求所有国家建立对盗版问题的惩处法规。近期，版权所有人要求国家加强对相关侵权事件的处理。黑社会利用消费者的需求、安保和匿名技术的进步、新兴市场和新产品传播技术进行盗版活动。

#### 网络战
网络战是指由政治为动机的黑客行动以进行网络间谍活动或其它电脑犯罪。这是一种信息战，有时被视为常规战争的反义词，虽然这种表述在精确性和政治动机上都存在争议。它被指代国家政府渗透别国的计算机或网络系统，意图导致民众伤亡或混乱，成为“第五层战场，”网络间谍是指通过网络、软件、计算机，以非法手段获取个人、竞争对手、组织、政府的机密、敏感、财产、绝密信息。它的背后有明确的军事、政治、经济动机。信息的不安全可以使其被截获、更改，导致间谍可以通行全球。军事行动若是借助计算机或卫星来进行协调的话，会冒被干扰的风险。命令或通信可以被劫持或篡改。能源、水利、染料、通信、交通基础设施可能或遭到破坏。根据克拉克(Clarke)的观点，民众层面也在冒险，安全问题已经涉及到盗窃信用卡、偷电、火车票、混乱股票市场。

#### 计算机病毒
词汇“计算机病毒”可以是一个泛指，包括所有的病毒、恶意软件、特洛伊木马、隐匿程序、蠕虫、不诚实的广告和其它恶意的、令人厌恶的软件(虽然它们在技术上各具特色)，它们被证明对于有组织犯罪来说利润丰厚，为有组织犯罪提供了欺诈和勒索的便利，帮助破坏安全、隐私等。蠕虫可以被有组织犯罪分子用来破坏计算机安全(在给定网络内跨计算机自我复制)，特洛伊木马则在表面上看似无害，但隐藏着恶意功能(例如截获机密数据、破坏信息)。蠕虫和特洛伊木马和病毒一样，可以破坏计算机系统数据和功能。随着互联网有组织犯罪模式的发展，病毒的增殖和其它软件导致破坏者(有组织犯罪分子或个人)和受害人的分离；这帮助解释了日益增长的计算机犯罪，例如意识形态犯罪或恐怖主义。2010年7月中旬，安保专家发现了一种可以渗透工厂计算机的病毒，并在全世界车间内都有发现。《纽约时报》认为这是“对工业基础设施的第一次进攻，触犯了现代经济的基础。”

### 白领犯罪与腐败

#### 腐败
政治腐败是使用政府合法权利为私人提供非法利益。滥用政府权利，包括政治迫害和暴政，不被认为是政治腐败；个人或公司的非法行为若是与政府无关，也不被认为是政治腐败。对于政府官员来说，只有当他们的非法行径与职权有关时，才合乎政治腐败的嫌疑。腐败的形式多种多样，包括賄賂、勒索、裙帶關係、赞助、渎职、和侵吞。腐败会滋生黑社会企业，如贩毒、洗钱、人口贩卖，但不局限与此。这些活动设计的腐败以国家和管辖区域的不同而不同。例如，有些地方的合法行为在另一地区是非法的。在一些地方，政府有宽泛或模糊的权利，导致无法分辨行为是否合法。从全球角度来看，每年仅贿赂一项就超过1万亿美元。腐败不受控制的国家被称之为竊盜統治，望文生义——“窃国者侯”。

#### 公司犯罪
公司犯罪是指由公司(例如由公司法人参与的活动)，或与公司有关的个人(如转承债务和法人责任)。注意，有的公司腐败行为在某些法律系统内不属于犯罪。如有的司法辖区允许内部交易。

### 贩毒
毒品的知名販售地區，有阿富汗、巴基斯坦和伊朗交界處的「金新月」（海洛英），緬甸、寮國和泰國交界處的「金三角」（海洛英），哥倫比亞、厄瓜多和秘魯交界處的「銀三角」（古柯鹼），奈及利亞和加納交界處的「黑三角」（古柯鹼），此四地為世界四大毒品植物產地，號稱「毒販的麥加」（必須去原產地採購，較為便宜）。有迹象显示由于东南亚的罌粟产量持续下降，毒贩可能开始向阿富汗寻求海洛因原料。

### 贩卖人口

#### 卖淫
以性剥削为目标的人口贩卖是当今性奴隶的主要致因，是将妇女和儿童用作性交易。性奴隶常常呈现强迫卖淫的形式。词汇“強逼賣淫”常在国际和人道场合下出现，但不足以获得理解和应用。“強逼賣淫”常常指在一定场合下控制某人，强迫对方发生性关系。国际上，官方对性奴隶的统计数据各不相同。2001年，國際移民組織估算出有400,000人，联邦调查局估算出700,000人，联合国儿童基金会则估算有175万人。根据联合国毒品和犯罪问题办公室，人口贩卖受害人的最常见目的地是泰国、日本、以色列、比利时、荷兰、德国、意大利、土耳其、美国。
以多人強姦一名女性即为輪姦。

#### 非法移民
参见蛇頭
贩卖人口是指“经营、运输，试图将人员以非法的方式送出国界，触犯一国或多国法律，在暗中或以欺诈的手段行事，例如使用伪造的证件。”该词常常与“非法移民”互换使用，在联合国打击跨国有组织犯罪公约被定义为“...采购，以直接或间接获得财产或其它物质福利，将不属于该国的个人送入他国。”这种行径在过去几十年正迅猛增加，成为全球非法移民的一大组成部分。非法移民常常得到被当事人的许可，目的在于获得更好的就业和经济条件，个人或家族生活改善，逃避迫害或冲突。

#### 现代奴役
当今的奴隶人数依然高达12,000,000-27,000,000人相对人类历史而言，这可能是算少的了。他们中很多都是债务奴隶，主要在南亚，是由于高利贷所致，有的家族世代为奴。这是最大的犯罪工业，预计将会最终超过贩毒。劳务诈骗在二十世纪30年代兴起，影响国家和国际建筑业、采矿、能源和交通业。它们专注于寻求廉价的或失去自由的奴隶，常与工会和官员腐败、伪造有关。

## 历史起源

### 十九世纪以前
今天，犯罪被视为一个城市化现象，但在人类历史的长河里，农村才是遭遇犯罪的主要事发场所。在村落里，人们尽力将犯罪保持在较低水平；然而，外来人，如海盗、强盗、土匪时常在必经之路上袭击贸易者，有时严重干扰贸易，提高成本、保价和出售价格。根据犯罪学家保罗·伦德(Paul Lunde)的说法，“海盗和土匪对前工业化世界来说有如黑社会对现代化世界一樣。”
如果我们从全球角度、而不是本土角度来看，有证据表明有组织犯罪源远流长(但不光荣)。词汇‘刺客’(thug)可以追溯到十三世纪的印度，那时成群的暴徒从一个城镇横扫到另一个城镇，烧杀抢掠。贩卖人口或贩毒则和亚洲、非洲的山岭一样古老，而意大利、日本的有组织犯罪史则可以上溯至几个世纪之前...
伦德称，“野蛮的征服者，如蛮族人、高卢人、诺曼人、土耳其人或蒙古人虽然不被认为是有组织犯罪分子，但他们和黑社会有很多相似的特征。他们大多不是基于意识形态的，而是以种族为基础的，使用暴力和恐吓，并遵循自己的律法。”恐怖主义与有组织犯罪相互关联，但它是出于政治意图而非经济目的，所以与黑社会有共性、但区别对待。

### 二十世纪
克雷西的西西里黑手黨（Cosa Nostra）模型对黑手党进行了详尽的研究。结果发现，它们的结构是有形式的，在任务上管理明确，收编上门槛分明，并有一定的条规来维持组织的活动。在这个层面上，组织和专业犯罪是有区别的；就社会系统而言，它有明确的层级、领导、成员，通过法律条规和明确的目标来指导行为，通过管理来使得盈利最大化、拒绝违禁品。阿尔贝尼(Albini)则认为有组织犯罪行为是由赞助人和客户组成的网络而形成的，而不是管理层级或秘密社会。
这种网络的特点是疏松的权力关系。每个成员都希望增进自己的好处。犯罪企业家是赞助人，他们与客户交换信息以取得支持。客户包括帮派成员、当地或国家政客、政府官员、合法企业人士。在网络里的人们可能并不直属于犯罪组织的核心。扬尼和扬尼(Ianni)推进了克雷西和阿尔贝尼的方式，研究了在纽约和其它城市的意大利——美国犯罪组织。
与克雷西发现的结构不同，亲属关系似乎是黑社会的基础；这包括虚构的教父、以及有血缘关系的亲属；与其说是成员的地位和联系，倒不如说是非人的行径，定义了成员。行为准则、权利网络、角色包括：
- 家族运作的社会单位，以及所呈现的社会、商业功能；
- 领导地位到管理中层都是基于亲属的；
- 地位越高，亲属关系越近；
- 组织为家族核心制定领导，包括虚构的教父性关系强化；
- 领导群分配合法或非法事务；
- 从合法或非法企业转移财务，以个人的方式将其运送会非法企业，而不是通过群体方式。

强大的家族关系衍生自南意大利，家族在当地是社会秩序和道德的基础，而不是教会或政府。

#### “无组织”犯罪和选择问题
最近，犯罪学的发展倾向是认为黑社会从正式意义上来说并非‘有组织’的。证据包括：缺乏中央控制、缺乏正式的交流、破碎的组织结构。它呈现出组织混乱的特征。例如，二十世纪70到80年代的西雅图犯罪网络包括商人、政客、警察。他们与迈耶·兰斯基(Meyer Lansky)所建立的全国网络都有联系，但并没有发现兰斯基对他们有什么中央控制。
有的黑社会参与了城市里知名的犯罪层级，犯罪活动并不受限于这些层级的中央管理，或其它控制组织，他们的活动也不局限与给定的目标。犯罪网络所呈现的并不具备组织凝聚力。就黑社会研究而言，似乎过度强调黑手党对犯罪组织的控制了。黑手党自然强大，但他们是“异质地下世界的一部分，复杂关系是该网络的特点。”黑社会是暴力的，目标是金钱，但由于缺乏结构和目标的离散性，他们是‘混乱’的。
更多的研究显示，官僚或亲属关系都不是有组织犯罪的首要结构，他们的关系是一系列联合企业的合伙人。虽然能得出这样的结论，所有的研究人员都发现对象存在一定的管理活动。他们都观察到了网络和一定程度的持续力，可能关注成员角色而不是组织结构会更加有意义。对理解他们的社会系统角色有三种主要研究方式：
- 组织的理性系统：高度形式结构，包括官僚的、层级的，有正式的条例、权威、高度明确的目标；
- 组织的自然系统：成员可能认为组织就是目的，而不是途径。倡导群体价值、维持团结是首要目标。他们不依靠盈利最大化。在关系上性情乖张、使用暴力是显而易见的，但他们将注意力集中在成员的联系上、组织上和受害人身上；以及，
- 组织的开放系统：在他们彼此和运行环境中的高度相互依赖性。组织和运行的方式是不可知的，他们随时改变以满足多变环境的需求。

有组织犯罪可能是上述三者的组合。

#### 国际政府行动
二十世纪70年代在国际舆论上，定义黑社会变得十分重要，这是因为它的泛滥嚣张和恶劣的影响所致。例如，联合国在1976年、欧盟在1998年认为黑社会是“...群体性的大规模、复杂的犯罪活动，或松散、或严谨地组织成员，侵害社区及其成员。常常伴随着残酷的行径，无视法律，包括对个人的侵害，引发政治腐败。”(联合国) “有组织犯罪意味着持续性的，由两人或多人组成的，其行动被视为犯罪，或可被处以至少四年以上监禁或更重的刑罚，无论这种行径是关于他们自身的或是以获取物质利益为目的的，或是再必要条件下，以不正当手段来干预公共权威的活动。”(欧盟)并非所有黑社会都有相同的组织特点。然而，暴力、腐蚀、逐利、持续性斗士黑社会活动的核心。
欧盟委员会和欧洲刑警列出11项定义有组织犯罪的特征。其中，6项应当满足，斜体的4项是必须。
简而言之，它们是：
- 超过两人；
- 有一定的任务；
- 活动超过了很长或一定时间；
- 使用纪律或控制手段；
- 做出了严重的犯罪行为；
- 在国际和跨国层面活动；
- 使用暴力或其它恐吓手段；
- 使用商业或类似结构；
- 参与洗钱活动；
- 对政治、媒体、公共管理、司法权威或经济产生影响；以及
- 以牟利或获取权力为动机，

《联合国打击跨国有组织犯罪公约》也有类似的定义：
- 有组织犯罪：结构性群体，三人或多人，一起或多起恶性犯罪，以谋取经济或物质利益为目标；
- 恶性犯罪：罪行至少可以判处四年监禁；以及
- 结构性群体：不是随意组成的，不需要正式组织，

其它定义则着重与权力、逐利、恒久性，将有组织犯罪行为定义为：
- 非意识形态：即逐利驱动；
- 层级式：少数精英，许多行动人员；
- 有限的或独特的成员：保持神秘性和成员的忠诚性；
- 自我恒久性：人员收编和相关政策；
- 愿意使用非法暴利和行贿；
- 劳动分工：以到达组织目标；
- 垄断性：控制市场，谋取暴利；以及，
- 使用显性条例和规范：荣誉准则。[110]

定义需要将法律和社会元素结合起来。黑社会对社会、政治、经济具有广泛的影响力。使用暴力和腐败来达到目的：“黑社会群体着重与非法收益，系统性地从事犯罪活动，影响社会，并有能力为其活动提供庇护，特别是愿意使用物理暴力或通过腐蚀政府来清楚个人。”
虽然指代清楚、现象定义明确，但词汇‘有组织犯罪’可能并不恰当。就证据而言，有组织犯罪“呈现出并不良好的组织、在犯罪组织上差异很大... 其经济活动可以更加确切地形容为‘犯罪企业’而不是结构模糊不清的‘有组织犯罪’。很多定义专注于有组织犯罪的‘群体本质’，成员的‘组织性’，使用暴力或腐蚀来达到其目的，以及其逍遥法外的特性...。有组织犯罪在不同年代和地点形式不同。由于这种多变性，问题“什么是有组织犯罪？”是“证明危险”的，难以给出一个确切的答案。

#### 黑社会和权力源
有的人认为所有黑社会都在国际层面运行，而目前没有相应的国际法庭来惩戒这种恶行(国际刑事法庭只能处理反人类罪，如种族灭绝罪)。如果某一网络主要在一个司法辖区活动，并在另一辖区进行非法行动，那么被认为是‘国际的’，但词汇‘跨国的’似乎更加确切一些，即将这些重大犯罪活动不限制在一个司法辖区，而是多个。因此，对有组织犯罪的理解上升到了国际层面，以及对社会矛盾的争斗，如权利、控制、风险、效率，这都是组织学的范畴之内。社会、经济、政治权力的积累是所有黑社会赖以维系的核心焦点：
- 社会:犯罪群体试图控制社会，特别是辖制某些社区；
- 经济: 试图通过贿赂政府，使用合法或非法强制手段来影响经济；以及，
- 政治: 犯罪群体使用贿赂和暴力来获得权力和地位。[115][116]

当代的黑社会与传统的黑手党风格迥异，特别是在权力的集中和分配上、权力结构和地盘‘控制’概念上有所不同。有趋势表明黑社会不再使用中央集权，而通过家族联系建立疏松的结构，和非正式的相互关系。当中央政府和公民社会解体、软弱、缺乏信任时，黑社会就会变得猖獗。
当社会遇到政治、经济、社会动乱或转型时，如政府变动、经济高速发展，特别是社会缺乏强有力的权威和法治时，黑社会就会泛滥。苏联解体和东欧剧变都为黑社会提供了滋生的温床。
黑社会的最新发展趋势是身份盗窃和网络敲诈。这些行为都会打击消费者使用互联网或电子商务的信心。电子商务原本会促进小型企业和大型企业之间的商贸往来，但网络有组织犯罪的滋生却使其适得其反；大型企业有能力支付宽带(抵抗分散式阻斷服務攻擊)以及高级安保措施。而且，利用互联网的有组织犯罪使得警方搜捕的困难加大(即便是增加了更多的网上警力)，这是由于大多数经历和执法机构是在某一地区或司法辖区行动，而互联网使得有组织犯罪可以横跨国界而不被发觉。
在过去，黑社会受到了自然条件的限制，导致彼此的火拼。这种火拼常常导致暴力，消耗了宝贵的资源，如人力资源(要么被杀了、要么被扔进监狱了)，设备和财富。今天，黑社会明白了彼此合作比相互火拼更加有力(即巩固权势)。联合国毒品控制和犯罪预防办公室估算在2005年，有组织犯罪集团占有资产达3220亿美元之多。

## 理论背景

### 犯罪心理学

#### 理性选择
根据这种已经过时的理论，不去过问背景缘由，犯罪的决定不过是一个理性的选择，是权衡利益和后果的判断；这种理论将所有人视为理性的运算器，在权衡风险(被发现和惩处)和回报(个人的、财产的等等)后实施犯罪行为。理论忽略了罪犯的背景和其所在的周边环境，认为有组织犯罪在发现风险时降低、在发觉利益时提高，认为组织结果、目的、活动是理性选择的显示器。它忽略了除了经济利益以外，人们犯罪是为了获得接受、尊重和他人的信任等。

#### 威慑
该理论将犯罪行为视为个人的、内部算计的反映，是犯罪分子权衡冒犯收益大于风险的结果。有组织犯罪的感知强度、重要性、无误性与他们的犯罪活动、强度、社会反响是成比例的。参与有组织犯罪的好处(高度的经济收益、较大的社会经济控制和影响、家族和他人的保护、在‘压迫人’的法律和社会标准下所感知的自由)对高度组织的黑社会来说产生了巨大的心理影响。

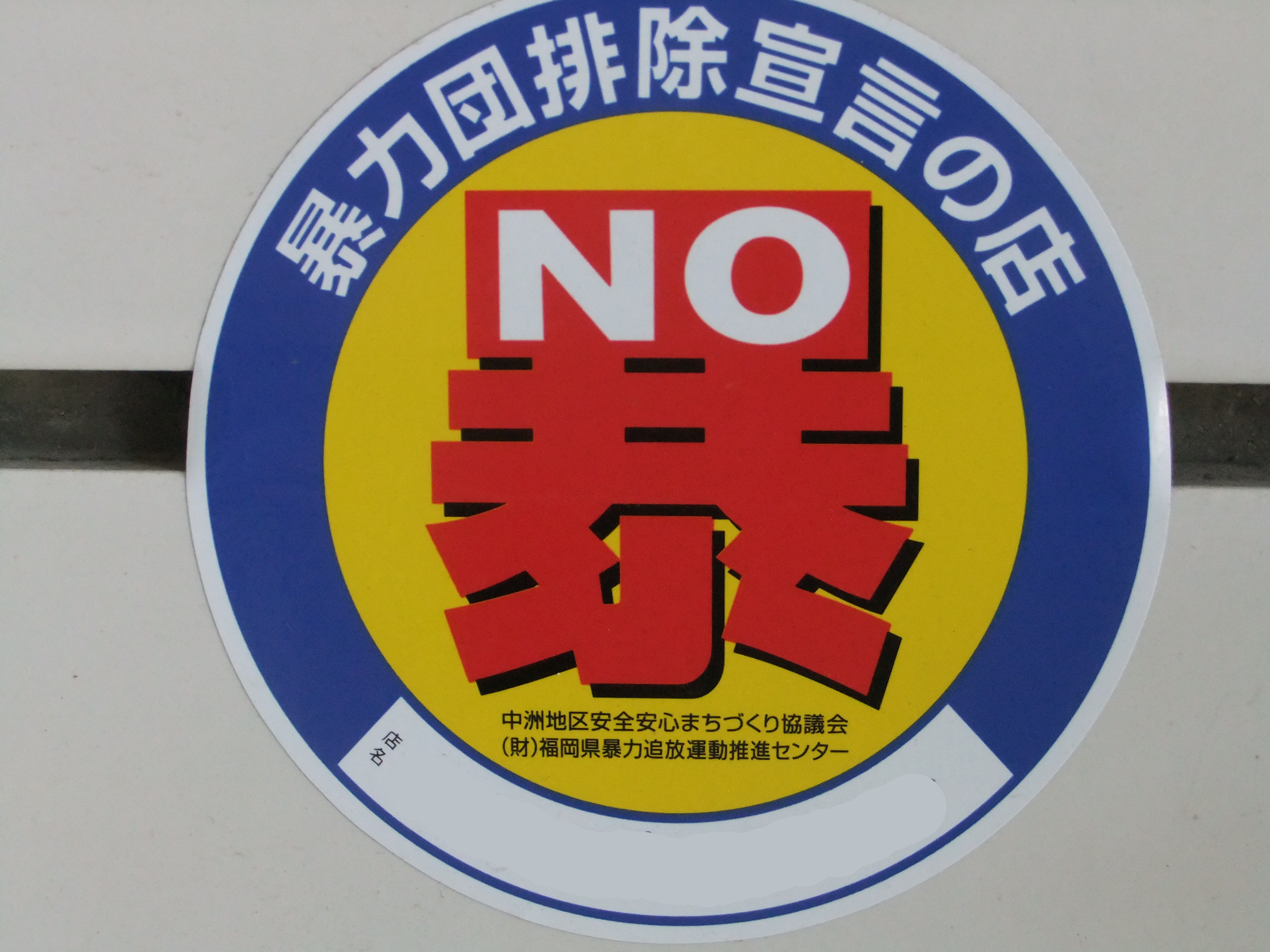
日本反黑幫標語

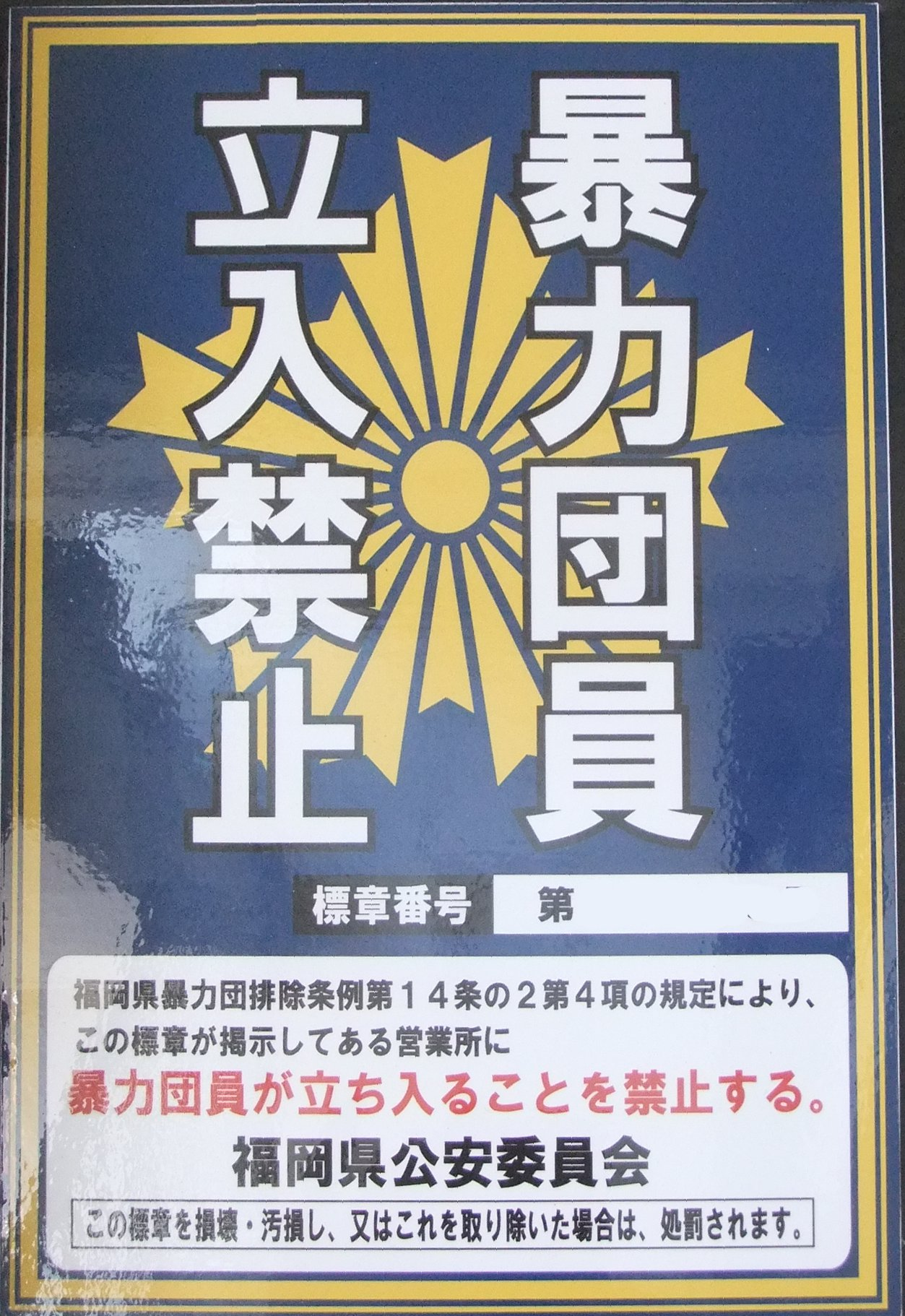
日本反黑幫標語

#### 社会习得
罪犯通过彼此交往相互学习。黑社会的成败依靠他们之间交流、对价值系统的强化、收编培训人员进行维持、在犯罪活动中建立或补充缺口。对该理论的理解需要观察罪犯之间的联系、上级的恐吓、对价值系统的理解、以及黑社会背后驱动权威和运行过程。人际关系定义了个人发展的动力，以及作为跨代际指示器的家族或同伙影响。这个理论也发展了包括强化的强度和弱点，以及持续的犯罪企业可以被用来理解某些犯罪倾向或受害人等，与主流文化的整合力度，再犯和改造成功的可能性。

#### 企业
根据这一理论，有组织犯罪之所以存在，是因为合法市场无法满足众多消费者或潜在消费者。对某一商品或服务的高需求(如毒品、娼妓、武器、奴隶)，低度的风险和暴利导致犯罪组织进入市场，通过提供这类商品的服务来盈利。就成功而言，必须有：
- 一定的市场
- 一定的消费(需求)来维持盈利，盖过风险。[36][37]

在这种情形下，竞争是被打压的，导致犯罪牟利的垄断。合法替代品或服务可能通过提高竞争力迫使有组织犯罪进行调整，包括威慑手段(减少需求)和约束资源(控制供给或生产)。

#### 差别接触理论
萨瑟兰(Sutherland)进一步指出这种偏差是来自社会阶层的冲突所致，阶层对什么是犯罪、什么是偏差相互争议。因此，有组织犯罪被非法生产、盈利、保护主义、社会控制所吸引，并试图将其接受。这解释了有组织犯罪会倾向于建立保护伞，使用暴力、侵略或胁迫的手段进行强迫(有时被成为‘恐怖主义’)。拼命地敛财说明了缺乏合法途径来达到经济或社会成功，类似白領犯罪或政治腐敗(虽然后者是否基于财富、权利依然存在争议)。通过政治和经济手段对社会规范和行为的影响力(以及犯罪需求的执行或常态化)会由差別接觸理論来定义。

### 犯罪学与社会学评论

#### 社会解体
社会解体理论被应用于街头犯罪层面，由此，帮派行动、离散的犯罪组织和网络、社会经济的人口影响、获取公共资源的合法渠道、就业或教育、以及流动性都与有组织犯罪有关联。当上层和底层社会处在他们周围时，会感到愤怒、仇恨、社会不公和挫败感。罪犯会经历贫穷；他们所获得的财富是不可能通过正常渠道来获得的。街坊概念是这个理论的核心，它定义了犯罪分子及其组织的社会习得、控制源、文化影响、获得社会机会等论点。对主流社会权威的恐惧或不信任可能是导致社会解体的关键因素；黑社会复制了这样的角色，确保了对反文化的控制。这样的理论旨在将帮派的暴力和反社会行为视为社会解体的反映，而不是他们组织的产物或工具。

#### 無規範
社会学家罗伯特·金·莫顿认为無規範在于社会对成功的定义是什么，以及个人是否愿意通过社会所定义的渠道来取得成功。当合法途径无法为人们提供满足时，犯罪就颇具吸引力。犯罪组织利用社会的无规范感来建立产生罪犯的需求和非法途径。由此，通过社会习得、文化偏差、犯罪动机等，黑社会建立一系列元理论作为它们的基础。如果犯罪被视为無規範的功能时，组织行为产生了稳定的、强化的安全性，则与市场力量所带来的创业—风险方式争锋相对。正是合法机会的短缺束缚了人们追求合法的社会目标，降低了使用合法途径来达到目标的几率。

#### 文化偏差
犯罪分子触犯法律，形成了一个独特的次文化——即反文化——他们的价值观、规范与工人阶级、中产阶级、或上流社会都不相同。这种次文化有一种另类生活方式、语言和文化，其特点基本上是崇尚强暴、处理自己的事物、拒绝政府权威。榜样包括毒贩、小偷、嫖客，他们的成功和财富是不可能从社会所提供的机会那里得到。由此，建立这种反文化成功途径是黑社会赖以生存的温床。

## 在華人文化中
雅稱為遊俠、江湖、綠林。台語俗稱作「兄弟」、「𨑨迌人（tshit-thô-lâng）」。黑社會是汉语裏一个包罗性的词汇，以不正當、惡意手段自行犯罪、聚眾犯罪，或者教誘他人犯罪等種種不法方式，而獲取利益的一個結構體。但实际上黑社会并非一个统一的团体；而“黑社会渠道”通常被称为“黑道”。
黑社會多為各地豪強，元朝“豪强武断，以乱吏治，民甚苦之”。豪強經歷戰爭坐大，例如源於中國的洪門。日本的兒玉譽士夫則是從第二次世界大戰中為日本皇軍提供情報，因而崛起的日本黑幫頭目，上海青幫的杜月笙則是和國民黨軍統有直接關係，積極響應政府指揮。
黑社會是幾乎所有犯罪團夥與組織犯罪行為的源頭，成為繼軍隊和警察之後持有最大武裝力量的團夥。因為其不合法性，就不會有限制武力的使用，甚至暴力為黑社會生存的唯一方式。黑社會的武裝力量也成為可以被經濟誘因而收買的武裝力量，因此成為社會不安穩的重大因素之一。
黑社會需要在警察不干預的情況下才能夠經營及謀取利益，故此警察和黑社會有一定程度的關係。香港於1960年代，由於貪污十分嚴重，於是以刑事偵緝處的總探長及探長所建立的，當中由黑社會在背後支持的探長及總探長對局勢控制，完全牽制香港社會基層的力量。此問題直到1974年廉政公署成立後才解決。上海青幫頭目杜月笙也是當時上海探長的另一上海大亨黃金榮的合作對象。
地方政府對社會和領土的不充份掌控和管理也為黑社會營造了生存空間，世界各地在發展的歷史中，代表中央政府的地方政府因為力量覆蓋不足，其餘地方便由門閥豪強進行自治。在中國各朝代農民起義中，豪強就扮演著中國地方自治的重要角色。豪強與地方政府的關係也是合作並競爭著，可以說黑社會這種地方豪強是地方政府管治力量的一種補充，兩者作為地方社會的完整面貌，直到地方政府的管治力量完全覆蓋地方。在黑社會和地方政府並存的時候，腐敗就因此滋生。黑社會（或以公司、社團面目出現）會替地方政府負擔一些見不得光的勞務，如暴力拆遷，再由政府出面進行合法操作。
香港黑社會對娛樂圈有不少關連，如向華強、向華勝兄弟的父親向前就是新義安的創始人，向氏家族成立的中國星集團（前身為永盛電影公司）在商界有不少地位。而由廣州轉至香港葛肇煌將軍統領14k的人馬尹國駒也在被捕入獄前的1998年自資1400萬拍攝自傳式電影《濠江風雲》（任達華，郭可盈主演），未上映即被中國大陸及香港禁播，尹國駒數日後亦被澳門警方拘捕。臺港更有多個藝人被強迫接戲的情況，曾經出現多宗藝人遭暴力恐嚇和避債自殺事件，其中以劉嘉玲裸照案最為轟動。
中國大陸在中華人民共和國成立後黑社會曾銷聲匿跡，但改革開放之後黑社會便隨經濟發展再次出現，現今為公安系統維穩的重點對象之一。最有名的黑社會人物有東北的喬四、劉涌，天津的禹作敏，遠華案的主要人物賴昌星，以及涉及周永康案的劉維、劉漢兄弟等。

### 存在與發展趨勢
由於各地政府均有「禁止自稱黑社會成員」的法令，黑社會的存在更趨於地下化和隱密化，一般人都不能得知其存在。政府也因為黑社會的存在是直接挑戰其權威，而一直不肯承認黑社會的確實存在情況。
早年的黑社會以秘密結社形式存在，21世纪之交開始以企業化經營，資產注冊為集團公司，並規範旗下生意，以合法行為掩飾其非法營利業務，或通過洗錢變為合法營收，或積極轉型為合法企業。更甚者與政府合流，即黑金政治，盛行於台灣。江南案及三一九槍擊事件中，黑社會更直接影響台灣政局。

### 對立勢力

#### 地方政府
政府為瓦解黑社會，主要策略為減少黑社會參與人口。如對黑社會進行招安收編（例子古代有梁山泊和張保仔），擴編警察和城管，教育方面提高人民教育水平和勞工政策達成全民就業。這些政策都可以減少流民數量，消除黑社會壯大的誘因，以進行維穩。
因為黑社會的存在直接威脅到正面政府並影響其權威性，各地正面政府均積極打擊，設立警察部門以打擊黑社會為主要任務，不過也有很多黑道人士並非持續犯罪，而是與政府私下合作的形式進行地下管理，投資與招商等非官方事業形成一種線民。以《中华人民共和国刑法》第294条规定為例，组织、领导、参加黑社会性质组织罪处七年以上有期徒刑，并处没收全部财产，實務判例中有糾集十幾人於一個鎮上形成黑社會的老大最終被判刑近19年徒刑並沒收財產。

#### 警察部門
部份地區的警察部門更有專責反黑科處的設立，例如香港警務處反三合會行動組及有組織罪案及三合會調查科等。
除了直接參與行動，警方也會透過增聘本來有意加入黑社會的人士加入警隊和宣傳罪案來壓抑黑社會人口的增長。

### 警黑合作
在香港，自2014年雨傘運動開始，警察與黑幫緊密合作被廣為提及，自2019年香港修例風波開始，此指控達至高峰。
2019年7月21日的元朗襲擊事件被認為是由警黑合作所致。及後在8月及9月，多宗爭議性的警隊支持者斬人及斬人者獲警方優待事件，使警黑合作的說法甚囂塵上，成為香港警民關係除濫暴及性侵以外的最大撕裂點之一。

## 常見的黑道營利行為

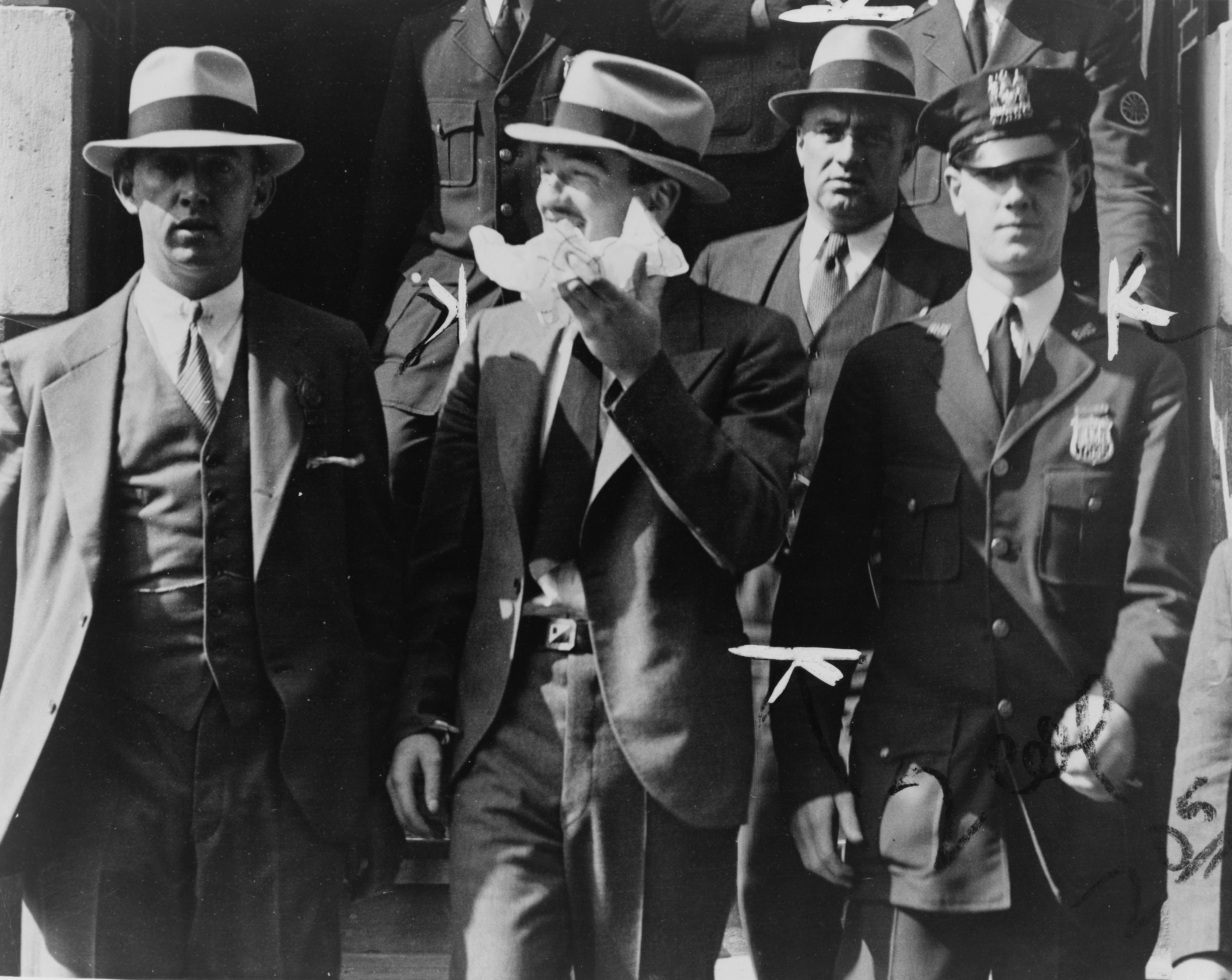
紐約黑手黨

1. 黑金政治，收買政客，藉以關税、施壓、圍標或綁標，從中謀取不法利益。
2. 恐怖活動。
3. 控制宗教自主活動，或社區自主管理，吸收信徒的香火錢和住戶管理費，由中牟利。
4. 偷竊集團，詐騙吸金集團，如非法直銷傳銷或老鼠會，或未經政府許可之金融商品或期貨。
5. 走私集團。
6. 打劫，以暴力侵害,人身自主及財物自主等。
7. 炒作物價，哄抬民生必須物資，如糧食，汽車燃料，水電瓦斯，學費，及勞健保費用。
8. 放高利貨及暴力討債。
9. 人口販賣或協助偷渡的人蛇集團。
10. 綁架、勒索敲詐及騷擾恐嚇。
11. 販賣軍火、槍械，給予非法團體使用。
12. 控制夜店，酒店或其他特種營業場所。
13. 毒品的生產、運輸、販賣。
14. 成立所謂「生物科技」，販賣各式食品、藥品，化妝品，其中包含政府管制禁止的項目，甚至也含毒品。
15. 操縱地下賭場，詐騙（老千）。
16. 操縱娼妓淫窟、色情刊物、經營夜總會和洗浴場（桑拿和水療等）。
17. 盜版團體。
18. 炒作地皮和建築物（以暴力脅迫搬遷或放火燒掉老舊的社區或傳統市場）。
19. 打手，或街頭幫派、騷亂鬧事傷人。
20. 提供頂罪替身，收取安家費。
21. 思想控制，教唆兒童和青少年犯罪，成為繼承者。
22. 惡勢力對於弱勢族群（本國勞工或外籍勞工）打壓工資，延長工時，如勞務派遣或黑心企業等。

## 黑社会影响力最强大的国家和地区
以下数据根据国际刑警组织2013年公布的相关统计数据整理而成，部分数据不被当事国／地區官方承认。
括号内，为一国／地區黑社会组织影响力系数，数值越大，影响力越大：
- 極大：墨西哥（70）
- 大：哥伦比亚（66）、乌克兰（63）
- 较大：波兰（57）、波士尼亞與赫塞哥維納（56）、香港（56）、菲律宾（54）、日本（52）、南非（52）、马达加斯加（52）、巴貝多（51）

注：
1. 拥有独立武装力量、独立政治信仰和独立政治蓝图勾画的反政府武装、部族武装、宗教武装等不属于黑社会范畴。
2. 中国大陆、越南、朝鲜、古巴和老挝不在统计样本中，原因是进行统制型政党与非体制内权力体系的区分很困难。
3. 在某些国家如日本，黑社会具有半合法性，甚至合法性，但其依然不能整合入权力运作集团，并始终处于合法行政权力的伴随状态。
4. 哥伦比亚——得益于乌里韦总统的铁拳扫黑，成为2000年以来黑社会影响力降幅最大的国家。
5. 乌克兰、波兰——1990年代以来，黑社会影响力增幅最大的两个国家[152]。

## 收入最高的黑社会组织
美国《财富》杂志于2014年10月发表文章列举了年收入排在前五的黑社会集团。其中，日本的“山口组（Yamaguchi Gumi）”66亿美元年收入，俄罗斯黑手党“松采沃兄弟会（Solntsevskaya Bratva）”，其年收入约为85亿美元。排名第三至五位的黑社会组织分别是年收入49亿美元的意大利黑手党“卡莫拉(Camorra)”、年收入45亿美元的意大利黑手党“光荣会(Ndrangheta)”、年收入30亿美元的墨西哥贩毒集团“锡那罗亚卡特尔(Sinaloa Cartel)”。
2012年2月，美国财政部指出，山口组的犯罪活动包括在日本及韩国、美国、菲律宾、印尼等其他国家贩毒、偷运军火、贩卖人口、卖淫和洗黑钱等，每年的收益预计达到数十亿美元。该组织已渗透至美国金融及商业体系，干扰了美国金融市场的运作秩序。相较于其他黑社会组织，山口组更大程度地进入了一些第三产业的支柱行业，比如地产、交通和金融。日本建筑行业每年产值30万亿日元（约合1.7万亿元人民币）。据《纽约时报》的报道称，在建筑业中发展到顶峰时，日本黑社会组织可能拿到了日本所有建筑支出的2%到3%。

## 各國法律及組織犯罪狀況

### 國際社會
联合国大会於2000年11月15日通過《聯合國打擊跨國有組織犯罪公約》（United Nations Convention against Transnational Organized Crime）。

### 中华人民共和国
《中华人民共和国反有组织犯罪法》于2022年5月1日起施行，该法律将《中华人民共和国刑法》第294条规定的组织、领导、参加黑社会性质组织犯罪，以及黑社会性质组织、恶势力组织实施的犯罪定性为“有组织犯罪”，其中“恶势力组织”指经常纠集在一起，以暴力、威胁或者其他手段，在一定区域或者行业领域内多次实施违法犯罪活动，为非作恶，欺压群众，扰乱社会秩序、经济秩序，造成较为恶劣的社会影响，但尚未形成黑社会性质组织的犯罪组织。

### 中華民國（臺灣）
立法院於1996年通過制定《組織犯罪防制條例》，將三人以上實施以強暴、脅迫、詐術、恐嚇為手段，或犯最重本刑逾五年有期徒刑之罪的結構性犯罪定性為「組織犯罪」，予以加重處罰。

## 暴力與懺悔跟浪漫文化
“黑社会”是当代社会中一种神秘的概念，特别是在美國和東亞地区十分流行，也是一种反主流文化；電影、電視及文艺作品常用它来做题材。
著名的黑社会题材作品包括：
- 《教父》系列（The Godfather），美國電影
- 《疤面煞星》（Scarface），美國電影
- 《義薄雲天》（Once upon a time in America），美國電影
- 《義膽雄心》（The Untouchables），美國電影
- 《四海好傢伙》（Goodfellas），美國電影
- 《角頭風雲》（Carlito's Way），美國電影
- 《驚天爆》（Donnie Brasco），美國電影
- 《紐約風雲》（Gangs of New York），美國電影
- 《無間道風雲》（The Departed），美國電影，翻拍香港《無間道》
- 《夜行人生》（Live by Night），美國電影
- 《酒私風雲》（Boardwalk Empire），美國電視劇
- 《人在江湖》（The Sopranos），美國電視劇
- 《黑幫紀實》（The Making of the Mob），美國電視紀錄片連續劇
- 《俠盜獵車手》系列（Grand Theft Auto），美國電子遊戲
- 《英雄本色》系列，香港電影
- 《無間道》系列，香港電影
- 《古惑仔》系列，香港電影及漫畫
- 《黑金》，香港電影，描述台灣的黑金政治
- 《黑社會》系列，香港電影
- 《我在黑社會的日子》，香港電影
- 《紮職》，香港电影
- 《選老頂》，香港電影
- 《反黑先鋒》，香港電視劇
- 《潛行狙擊》，香港電視劇
- 《學警狙擊》，香港電視劇
- 《北野武之四海兄弟》，日本電影
- 《極惡非道》系列，日本電影
- 《無仁義之戰》系列，日本電影
- 《人中之龍》系列，日本電子遊戲
- 《放蕩兄弟（英语：Righteous Ties）》，又名《偉大的族譜（英语：Righteous Ties）》，韓國電影
- 《英雄本色：無敵者（朝鲜语：무적자）》，韓國電影，翻拍香港《英雄本色》
- 《闇黑新世界》，韓國電影
- 《少年吔，安啦！》，台灣電影
- 《艋舺》，台灣電影
- 《角頭》系列，台灣電影
- 《林北小舞》，台灣電影
- 《鬥魚》，台灣電影
- 《條子阿不拉》，台灣電影
- 《鬥魚》，台灣電視劇
- 《全面突襲》系列，印尼電影
- 《吉隆坡黑幫》系列，馬來西亞電影
- 《甲洞》，馬來西亞電影
- 《Aatish: Feel the Fire》，印度電影，翻拍香港《英雄本色》
- 《落日殺神》美國電影，由湯姆克魯斯跟傑米福克斯主演
- 《竊盜城》美國電影，由班·艾佛列克主演
- 《火線反擊（英语：Safe (2012 film)）》美國電影，由傑森史塔森主演

### 黑幫博物館
- 美國黑幫博物館，位於紐約市曼哈頓東村的聖馬可坊80號，在2010年開幕
- 黑幫博物館，位於內華達州拉斯維加斯市中心，在2012年2月14日開幕

## 延伸導讀
- Misha Glenny （米夏．葛列尼）. . ISBN 978-0224075039.
- Claire Sterling （克萊蕊‧史達林）. . 1994. ISBN 978-0671749972.